# Gwen Thiele
Gwen Thiele (* 23. März 1918 als Gwen O’Halloran; † 16. November 1979) war eine australische Tennisspielerin.

## Karriere
Gwen O’Halloran nahm vor der Turnierpause in der Zeit des Zweiten Weltkriegs an den Australian Championships, die später in Australian Open umbenannt wurden, teil. Nach dem Krieg und ihrer Eheschließung trat sie als Gwen Thiele an. Nachdem sie einige Mal im Achtelfinale ausgeschieden war, erreichte sie im Jahr 1952 das Viertelfinale, in dem sie der späteren Turniersiegerin Thelma Coyne Long unterlag. Dieses Viertelfinalspiel war ihr bestes Abschneiden im Einzel der Australian Championships, Sie spielte 1963 das letzte Mal im Einzelwettbewerb.
Im Doppel und im Mixed konnte Thiele jeweils einmal ins Finale einziehen. Im Jahr 1952 verloren sie und ihr Doppelpartner Tom Warhurst das Finale gegen Thelma Coyne Long und George Worthington. Ihr Doppelfinale spielte sie 1955 an der Seite von Nell Hall Hopman, in dem sie gegen die Paarung Mary Bevis Hawton und Beryl Penrose geschlagen geben mussten.
Im Jahr 2019 wurde sie posthum in den South Australian Legend’s Club aufgenommen, mit dem Tennisspieler Südaustraliens geehrt werden.

## Persönliches
Sie heiratete A.R. Thiele am 30. Dezember 1944.

## Finalteilnahmen bei Grand-Slam-Turnieren

### Doppel
| Nr. | Datum           | Turnier                  | Belag | Partnerin        | Finalgegnerinnen                | Ergebnis |
| --- | --------------- | ------------------------ | ----- | ---------------- | ------------------------------- | -------- |
| 1.  | 31. Januar 1955 | Australian Championships | Rasen | Nell Hall Hopman | Mary Bevis Hawton Beryl Penrose | 5:7, 1:6 |

### Mixed
| Nr. | Datum           | Turnier                  | Belag | Partner      | Finalgegner                          | Ergebnis |
| --- | --------------- | ------------------------ | ----- | ------------ | ------------------------------------ | -------- |
| 1.  | 28. Januar 1952 | Australian Championships | Rasen | Tom Warhurst | Thelma Coyne Long George Worthington | 7:9, 5:7 |